# Meisje van Egtved

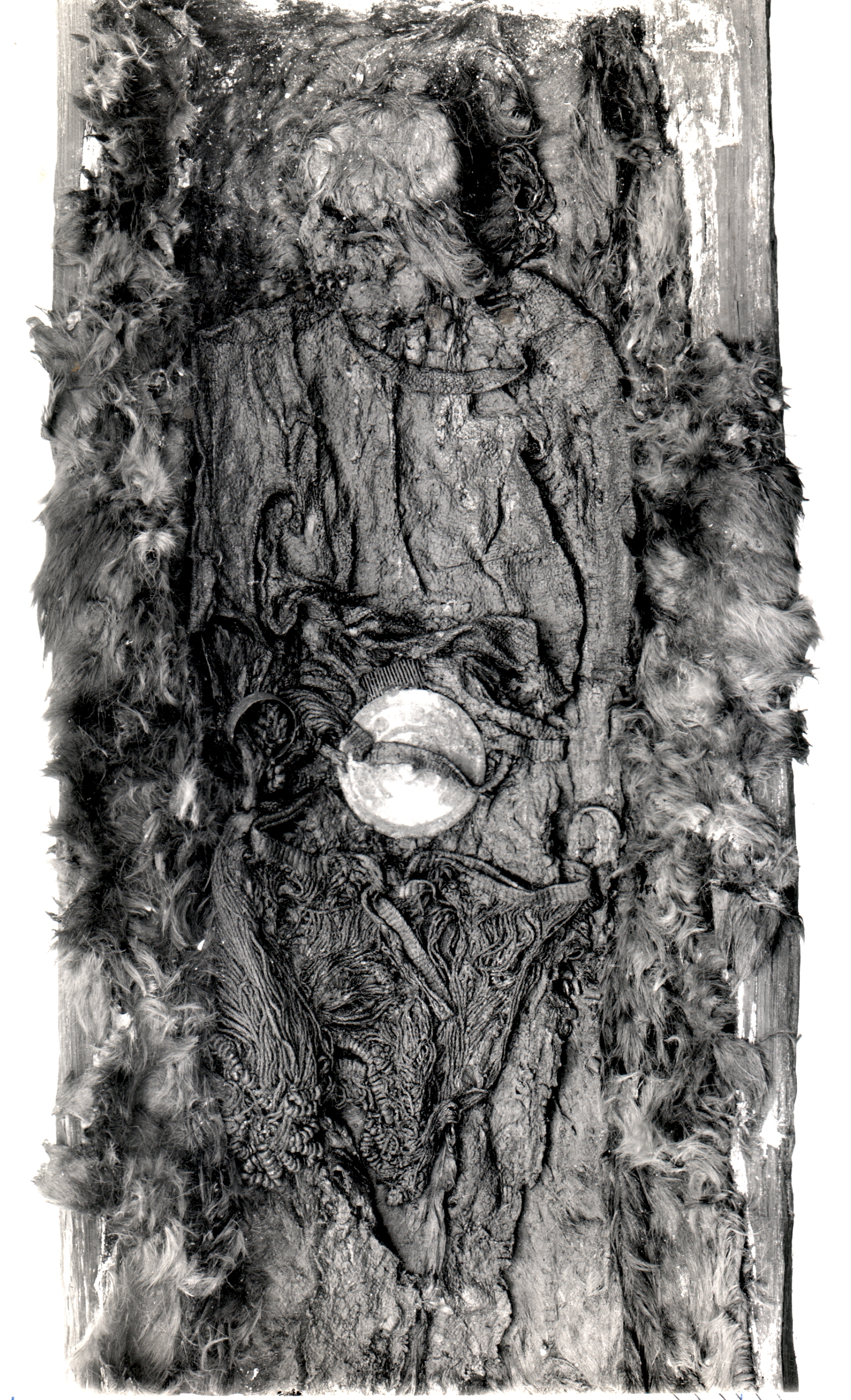
Foto van de overblijfselen en kleding

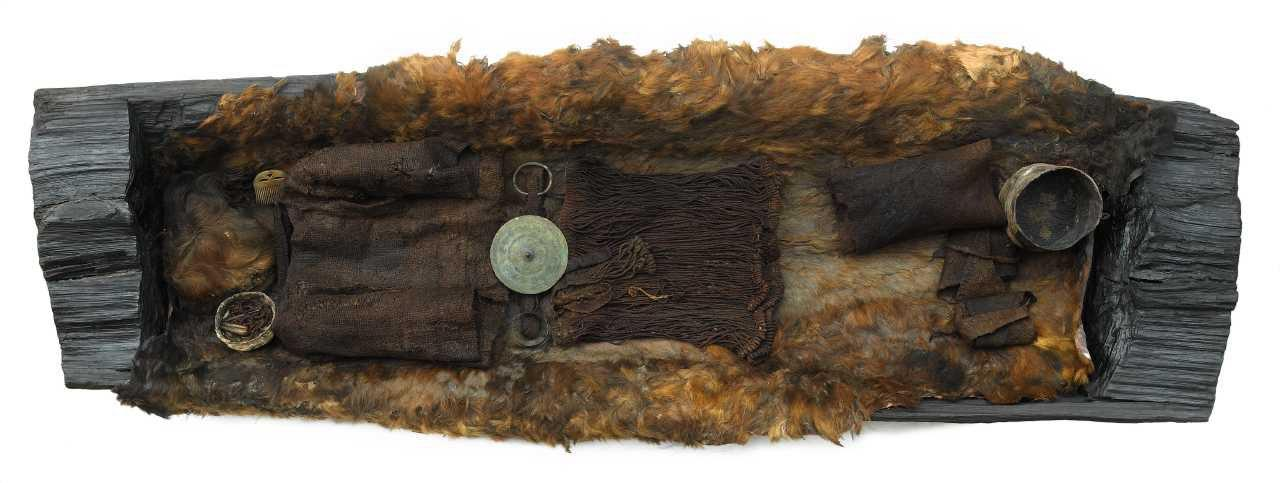
Graf van het meisje van Egtved

Het meisje van Egtved (circa 1390 - 1370 v. Chr.) is een jonge vrouw uit de Noordelijke bronstijd, van wie de stoffelijke resten in 1921 nabij Egtved in Zuid-Denemarken werden ontdekt.

## Beschrijving
Op het moment van overlijden moet zij tussen de zestien en achttien jaar oud zijn geweest. Ze was slank, ongeveer 160 cm lang en ze had halflang blond haar en verzorgde nagels. Zij was gekleed in een korte wollen trui en dito wikkelrok. Ook droeg ze een wollen riem om haar middel met daarop een bronzen schijf die met onder meer spiralen was versierd. Ze droeg bronzen armbanden aan beide armen. Met name de bronzen sieraden duiden erop dat de vrouw een aanzienlijke status genoot. Haar opvallende outfit, die in de jaren twintig van de vorige eeuw voor opschudding zorgde, is het best bewaarde voorbeeld van een stijl waarvan we nu weten dat die in de bronstijd in Noord-Europa veel voorkwam.
De vrouw werd begraven op een ossenhuid in een uitgeholde eikenstam, waarvan dendrochronologie uitwees dat deze in 1370 v. Chr. moet zijn omgehakt. Haar overblijfselen bestaan uit nagels, haren, delen van de hersenen en kleine stukken huid.[1]De goede bewaring van het Egtved-meisje is te danken aan de zure moerasomstandigheden van de grond, een veelvoorkomende conditie van deze locatie.[1] 
In het graf lag bloeiende duizendblad (wat duidt op een zomerbegrafenis) en een emmer bier. 

## Afkomst
In 2015 bleek uit isotopenonderzoek dat zij afkomstig moet zijn geweest uit het Zwarte Woud in Duitsland en dat zij vaker tussen die streek en Jutland reisde. Ook van andere vrouwen uit de bronstijd is bekend dat zij soms ver reisden, al dan niet met de bedoeling zich permanent elders te vestigen.
In 2019 toonden Thomsen en Andreasen echter in aan dat de strontiumisotopengegevens die waren verkregen uit het gebied rond het graf  waren verontreinigd door extra strontium in de landbouwkalk die wordt gebruikt in de moderne landbouw in het gebied van Egtved.  Toen Thomsen en Andreasen lokaal monsters analyseerden van plaatsen die niet waren verontreinigd door moderne landbouw, ontdekten ze dat het bereik van strontiumisotopenwaarden in de omliggende natuurlijke omgeving overeenkwam met die van het meisje. Het is dus het meest aannemelijk dat ze oorspronkelijk uit het Egtved-gebied kwam en daar haar hele leven doorbracht, en niet ver naar het buitenland kwam, zoals voorgesteld. De resultaten van Thomsen en Andreasen laten zien dat het meisje ongeveer de helft van het jaar in één gebied woonde - waarschijnlijk de riviervallei in Egtved - en de andere helft van het jaar op een andere plaats - waarschijnlijk het lokale plateau, misschien in de praktijk van transhumance-landbouw en seizoensgebonden pastorale verplaatsing binnen een klein gebied.
In een artikel uit 2019 op basis van strontiumisotopenanalyse suggereert Sophie Bergerbrant een oorsprong van Zweden of Noorwegen voor het Egtved-meisje.